# División de Honor femenina de waterpolo 2021-22
La División de Honor femenina de waterpolo 2021-22 es la 35.ª edición de la máxima categoría de la Liga Española Femenina de Waterpolo. El torneo es organizado por la Real Federación Española de Natación.

## Equipos participantes
- Club Natació Atlètic Barceloneta
- CDN Boadilla
- CN Catalunya
- A.R. Concepción Ciudad Lineal
- C.N. Mataró
- CE Mediterrani
- C.N. Rubí
- C.N. Sabadell
- C.N. Sant Andreu
- C.N. Sant Feliu
- C.N. Terrassa
- Escuela Waterpolo Zaragoza